# Criatura Editora
Criatura Editora es una editorial independiente uruguaya fundada en el año 2011.

## Historia
La editorial fue creada por Alejandro Lagazeta quien en el año 2009 compró la librería montevideana "La Lupa". Dos años más tarde, con Lagazeta como director comercial, se lanzó la editorial, como proyecto paralelo a la librería, con la cual afirman compartir "filosofía, el concepto y modos de trabajo".
Otros miembros del equipo editorial son Julia Ortiz como editora responsable, Juan Odriozola en diseño y Mauro Martella en prensa. El 5 de octubre de 2011 se lanzaron sus primeros seis libros al mercado de los escritores Dani Umpi, Luciano Saracino, Gabriel Calderón, Gabriela Armand Ugón y Álvaro Pérez García, los cuales conformaron un pequeño catálogo de estilos y públicos objetivo diferentes entre sí.
Desde entonces, han publicado alrededor de 70 obras, en los que la narrativa y las historias gráficas tienen un rol preponderante.